# 港区立南山小学校
港区立南山小学校（みなとくりつ なんざんしょうがっこう）は、東京都港区元麻布三丁目にある公立小学校。

## 概要
1876年（明治9年）に設立された伝統校。

## 沿革
- 1876年（明治9年） - 麻布宮村町の暗闇坂（現在の元麻布）付近に設立。
- 1895年（明治28年） - 麻布区麻布宮村町の「内田山」（現在の都立六本木高校）の地に移転。
- 1927年（昭和2年） - 現在地に移転。
- 1934年（昭和9年） - 南山幼稚園を併設。
- 1941年（昭和16年） - 東京市南山国民学校と改称。
- 1947年（昭和22年） - 港区立南山小学校と改称。
- 1951年（昭和26年） - 港区立高陵中学校が校内に設立。
- 1978年（昭和53年） - 新校舎落成。
- 1986年（昭和61年） - 体育館、プール改築。
- 1993年（平成5年） - コンピュータ室開設。
- 2000年（平成12年） - 校舎耐震補強。
- 2003年（平成15年） - 港区研究奨励校研究発表会。
- 2008年（平成20年） - 港区研究奨励校研究発表会。
- 2012年（平成24年） - 港区研究奨励校研究発表会。
- 2023年（令和5年）1月 - 全教科 思考力・判断力・表現力の育成奨励校となる[1]。

## 教育方針
教育目標
「じょうぶで明るい子」「よく考え最後までやりぬく子」「友だちとなかよく協力する子」
小学校の児童数と教員数
| 年度     | 児童総数 | 1年生 | 2年生 | 3年生 | 4年生 | 5年生 | 6年生 | 教員数 | 職員数 |
| -------- | -------- | ----- | ----- | ----- | ----- | ----- | ----- | ------ | ------ |
| 平成23年 | 155人    | 20人  | 21人  | 34人  | 37人  | 19人  | 24人  | 12人   | 4人    |
| 平成24年 | 146人    | 18人  | 23人  | 19人  | 34人  | 34人  | 18人  | 13人   | 3人    |
| 平成25年 | 155人    | 25人  | 19人  | 23人  | 19人  | 35人  | 34人  | 13人   | 2人    |
| 平成26年 | 153人    | 27人  | 27人  | 18人  | 24人  | 21人  | 36人  | 13人   | 2人    |
| 平成27年 | 137人    | 23人  | 27人  | 26人  | 19人  | 21人  | 21人  | 13人   | 2人    |
| 平成28年 | 136人    | 25人  | 23人  | 25人  | 24人  | 19人  | 20人  | 15人   | 2人    |
| 平成29年 | 156人    | 43人  | 25人  | 23人  | 25人  | 23人  | 17人  | 15人   | 3人    |
| 平成30年 | 196人    | 44人  | 46人  | 29人  | 25人  | 27人  | 25人  | 16人   | 3人    |
| 令和元年 | 231人    | 56人  | 46人  | 45人  | 29人  | 27人  | 28人  | 20人   | 3人    |
| 令和2年  | 273人    | 65人  | 59人  | 45人  | 44人  | 31人  | 29人  | 21人   | 4人    |
| 令和3年  | 283人    | 60人  | 62人  | 45人  | 41人  | 43人  | 32人  | 21人   | 5人    |
| 令和4年  | 288人    | 51人  | 58人  | 59人  | 45人  | 35人  | 40人  | 20人   | 2人    |
| 令和5年  | 299人    | 49人  | 49人  | 57人  | 62人  | 43人  | 39人  | 22人   | 3人    |

国際学級
平成29年4月より、港区在住の外国人児童で、英語能力を有する児童を対象とする国際学級が設置されている。

## 通学区域
住所別通学区域（平成27年4月1日から適用）
| 麻布十番一丁目 | 麻布十番二丁目 | 元麻布一丁目 | 元麻布二丁目       | 元麻布三丁目     | 六本木五丁目 | 六本木六丁目 |
| -------------- | -------------- | ------------ | ------------------ | ---------------- | ------------ | ------------ |
| 全域           | 1 - 8番        | 1 - 4番      | 5番、6番 11 - 13番 | 1 - 3番 5 - 13番 | 9 - 14番     | 全域         |

進学先中学校（平成27年4月1日から適用）
| 小学校学校名     | 中学校学校名       |
| ---------------- | ------------------ |
| 港区立南山小学校 | 港区立六本木中学校 |

## 幼稚園
南山小学校には、港区立南山幼稚園が併設されている。

## 交通
鉄道
- 都営大江戸線 - 麻布十番駅より徒歩6分、六本木駅より徒歩7分
- 東京メトロ南北線 - 麻布十番駅より徒歩6分、東京メトロ日比谷線 - 六本木駅より徒歩7分

## 関係者
出身者
- 柳原白蓮
- 蔵原惟人
- 浅野晃（広島済美小・本村小から南山小・青山師範附属小と転校。南山で蔵原と同期）
- 榎本健一（笄小・南山小・東町小・埼玉川越の小学校・麻布小と転校し南山小37期卒）
- 左卜全
- 糸川英夫
- 松濤明
- 遠山一行
- 山口勇
- 南山宏
- 浅田美代子